# Amanoiwato
Niebiańska Jaskinia (jap. 天岩戸 Ama-no-iwato; Brama Niebiańskiej Jaskini Skalnej) – w mitologii japońskiej miejsce, w którym ukryła się bogini Amaterasu przerażona okrucieństwem swojego brata – Susanoo.
W Kojiki nie jest określone położenie Niebiańskiej Jaskini, ale jej nazwa wskazuje na to, że zapewne znajduje się ona na Wysokiej Równinie Niebios. W Japonii jednak znajdują się miejsca, które tradycyjnie uważa się za kryjówki bogini Amaterasu. Z tego powodu Ama-no-iwato występuje jako nazwa kilkunastu miejsc i chramów na terenie Japonii.
Jedną z jaskiń uważanych za miejsce, w którym mogła się ukryć bogini jest jaskinia położona w pobliżu miejscowości Isobe, w prefekturze Mie na półwyspie Kii. Każdy turysta, który chce odwiedzić to miejsce musi najpierw poddać się rytualnym ablucjom, za nim dostanie pozwolenie na przekroczenie kamiennej bramy torii.
Z kolei jaskinia w pobliżu miejscowości Takachiho, w prefekturze Miyazaki na wyspie Kiusiu, jest traktowana jako obiekt kultu w świątyni Ama-no-iwato Jinja. Sama jaskinia nazywa się Ama-no-yasugawara (天安河原). Z werandy, która znajduje się za pawilonem modlitwy, widać w oddali wejście do niej, które przysłaniają drzewa zalesiające zbocza. Kapłani z tej świątyni sądzą, że Amaterasu była człowiekiem deifikowanym dopiero po śmierci, dlatego opisana w mitach kryjówka znajduje się na ziemi, a nie w niebiosach.

## Galeria

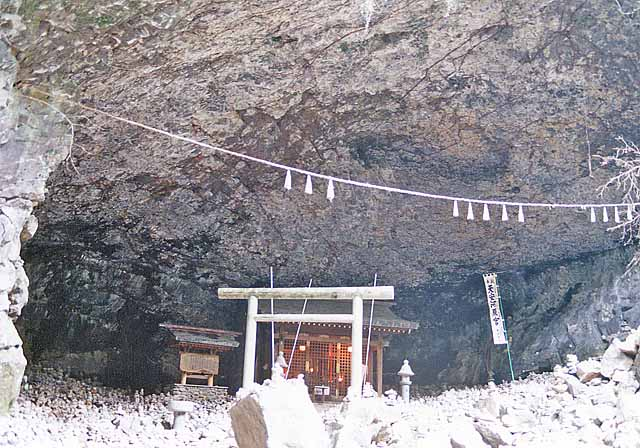
Ama-no-iwato (Ama-no-yasugawara)